# Nasięźrzał pospolity
Nasięźrzał pospolity (Ophioglossum vulgatum L.) – gatunek byliny należący do rodziny nasięźrzałowatych (Ophioglossaceae).

## Rozmieszczenie geograficzne
Gatunek szeroko rozprzestrzeniony. Występuje w Europie, Azji, Afryce i Ameryce Północnej. Zwarty zasięg gatunku obejmuje w Europie obszar od Wysp Brytyjskich i Francji po południową Skandynawię, Polskę i łuk Karpat, na południu obejmując Bułgarię, Serbię i środkowe Włochy. W rozproszeniu spotykany jest jednak poza tym na całym kontynencie. W Polsce rośnie w rozproszeniu na terenie całego kraju.

## Morfologia i anatomia

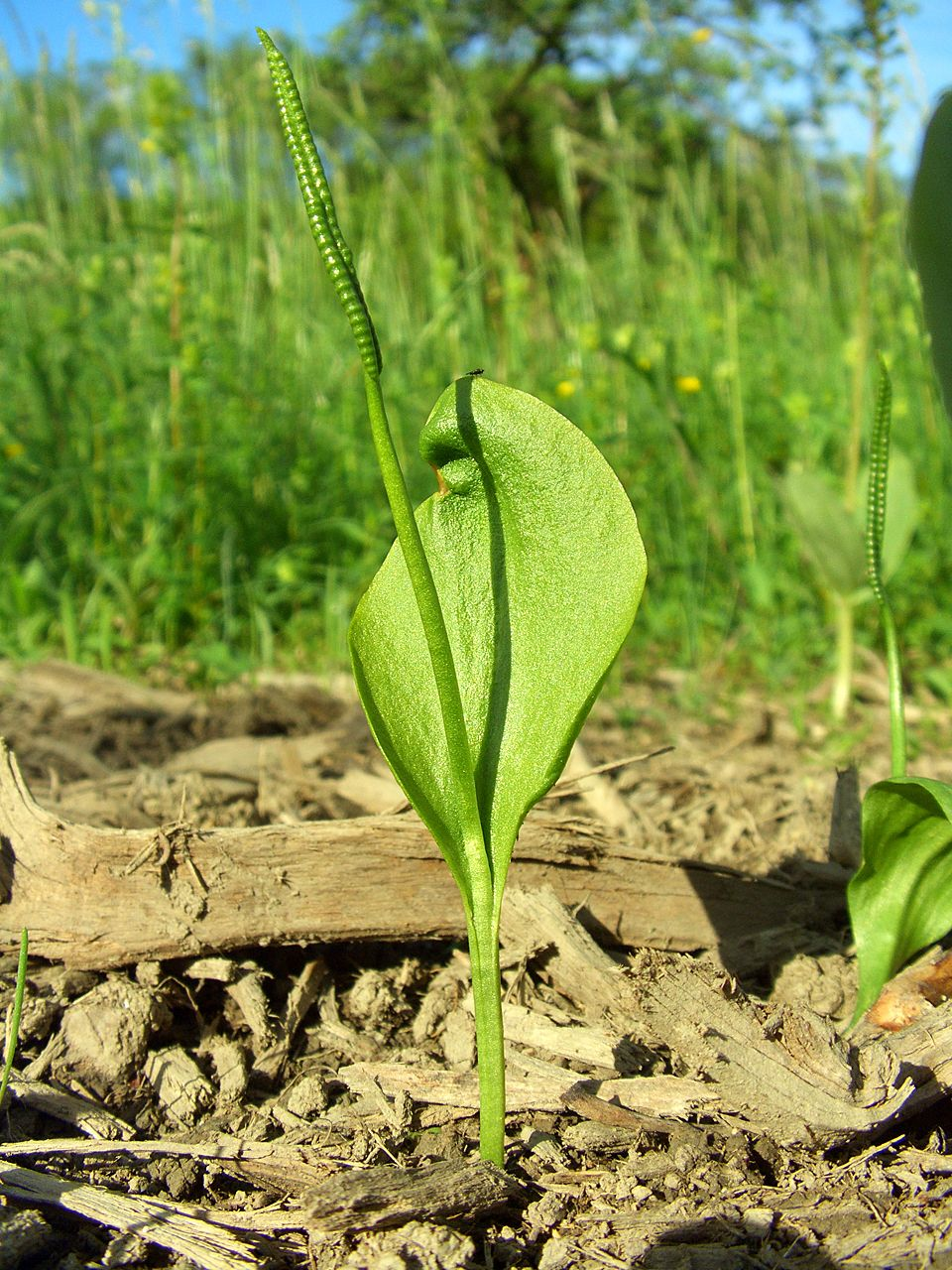
Pokrój

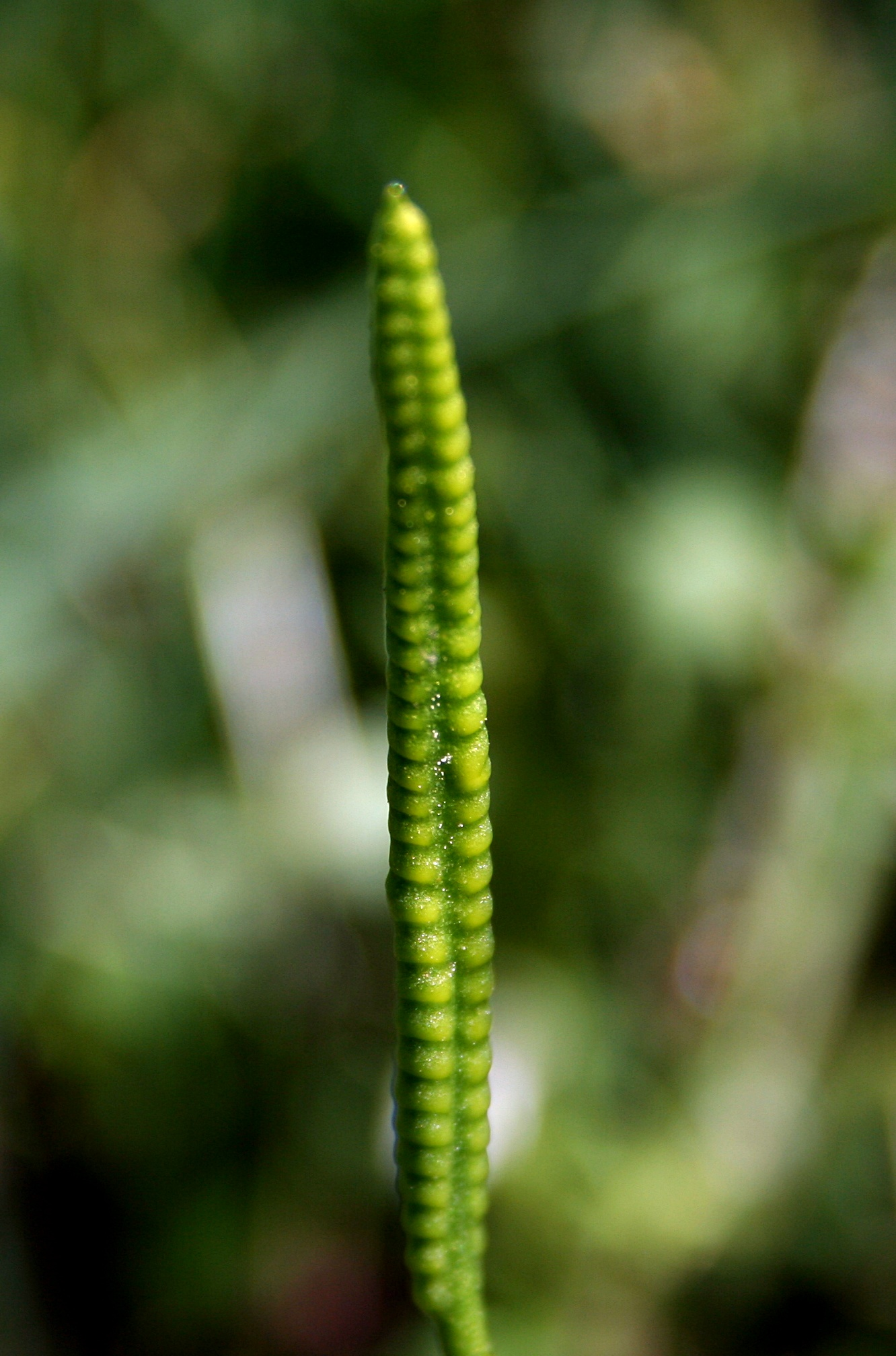
Kłos zarodnionośny

PokrójRoślina o wysokości od 5 do 30 cm. Z krótkiego, bezzieleniowego i nierozgałęzionego kłącza wyrasta co roku jeden liść nadziemny, podzielony na część wegetatywną i kłos zarodnionośny. Gametofit żyje pod ziemią, współżyje na zasadzie mikoryzy z grzybami, zachowując zdolności fotoautotroficzne w odsłoniętych częściach zawierających chlorofil.
Liść płonny (asymilacyjny)Pojedynczy, podłużnie jajowaty lub eliptyczny, całobrzegi, tępy, ku nasadzie zwężony, lekko zbiegający w ogonek, obejmujący część zarodnionośną liścia. Osiąga do 10 cm długości, 4 cm szerokości.
Kłos zarodnionośnyPojedynczy, z dwoma szeregami zarodni ułożonych po 10-35. Ścianka zarodni zbudowana jest z wielu warstw komórek i nie posiada żadnego mechanizmu otwierającego. Zarodniki produkowane są w dużej ilości (nawet do kilkunastu tysięcy). Są one jednakowe co oznacza że roślina jest paprocią jednakozarodnikową.

## Biologia i ekologia
Pęd nadziemny widoczny jest od czerwca do sierpnia na wilgotnych, śródleśnych polanach, łąkach oraz na glebach wapiennych. Gatunek charakterystyczny łąk trzęślicowych ze związku Molinion caeruleae. Odnotowano występowanie tego gatunku także w lasach grądowych, w miejscach nasłonecznionych (np. po wyrębie drzew, w młodych lasach odradzających się po pożarze oraz lasach w fazie regeneracji).
Liczba chromosomów (w wersji diploidalnej) nasięźrzału pospolitego odnotowana dla roślin występujących w Indiach i Europie wynosi 480, podczas gdy w Ameryce, w rejonie Appalachów, dochodzi ona do 1320.

## Zagrożenia i ochrona
W Polsce jest to gatunek rzadko spotykany. Umieszczony jest na Czerwonej liście roślin i grzybów Polski (2006, 2016) w grupie gatunków narażonych na wyginięcie (kategoria zagrożenia VU). Objęty jest ścisłą ochroną gatunkową od 2004.